# Союз автономистов
Союз автономистов — организация народов в Российской империи, которая возникла во время революции 1905 и добивалась децентрализации Российской империи на началах национальной автономии и федерализма.
Подготовительную работу выполнил съезд в ноябре 1905 года в Петербурге под предводительством И. Бодуэна де Куртенэ с участием представителей: азербайджанцев, белорусов, армян, грузин, эстонцев, евреев, киргизов, литовцев, латышей, поляков, татар и украинцев.
С созывом Государственной Думы появилась парламентская фракция «Союз автономистов», которая 11 мая 1906 года приняла программу «для взаимной помощи и обороны, а также для осуществления автономной идеи на демократических началах». Союз автономистов объединял 120 членов Государственной Думы; председатель фракции — А. Ледницкий (поляк), заместитель председателя — украинец И. Шраг.
С ликвидацией I Государственной Думы перестал действовать и Союз автономистов. Попытки восстановить Союз автономистов во II Государственной Думе, а затем в 1910 году остановились на подготовительных мероприятиях. Идея Союза автономистов восстановлена в 1917 года созывом в Киеве Съезда Народов.